# Adam Turowski (zm. 1638)
Adam Turowski (zm. 1638) – podstoli wiski. 
Od 1603 właściciel Strabli. Ufundował w 1616 w Strabli drewniany kościół wzniesiony pod kierunkiem ks. Michała Żebrowskiego. W 1629 ufundował ponownie świątynię w Strabli, tym razem murowaną. Po jego śmierci majątek odziedziczył najstarszy syn Kazimierz Turowski.